# You Nasty
You Nasty è il nono album in studio del rapper statunitense Too Short, pubblicato nel 2000.

## Tracce
1. Anything is Possible – 4:22
2. You Nasty – 3:30
3. Pimp Shit (feat. Kokane) – 4:46
4. Just Like Dope (feat. E-40) – 3:54
5. Call Me Daddy – 3:54
6. Recognize Game (feat. Chyna Whyte) – 4:02
7. She Know (feat. The Nation Riders) – 4:29
8. 2 Bitches – 3:57
9. All the Time – 3:59
10. Where They At? (feat. Captain Save 'Em) – 4:00
11. Don't Hate the Player – 3:12
12. Be My Dirty Love – 3:57
13. Nation Riders Anthem – 3:59
14. Old School – 4:30